# Coalesce / Boysetsfire
Albums de Boysetsfire et Coalesce
Crush 'Em All Vol. 1
(2000) After the Eulogy
(2001)
The Coalesce / Boysetsfire Split EP est sorti en 2000. Il contient six chansons : deux reprises de Boysetsfire par Coalesce, deux reprises de Coalesce par Boysetsfire, et une chanson inédite de chaque groupe.

## Liste des chansons
1. Vehicle – 3:00
2. In the Wilderness – 3:12
3. Bob Junior – 3:21
4. 73 C – 3:15
5. Simulcast – 4:25
6. Nailbomb – 3:01

## Source
- (en) Cet article est partiellement ou en totalité issu de l’article de Wikipédia en anglais intitulé « Coalesce / Boysetsfire » (voir la liste des auteurs).